# Fredrick Brennan
Fredrick Brennan (Albany, Nueva York, Estados Unidos; febrero de 1994) es un desarrollador de software y diseñador tipográfico estadounidense que creó el tablón de imágenes 8chan en 2013, antes de abandonarlo en 2019. Tras el aumento en popularidad de 8chan en 2014, en gran parte debido a que muchos defensores de Gamergate migraron al sitio desde 4chan, Brennan se mudó a Filipinas para trabajar para Jim Watkins, quien proporcionó servicios de alojamiento a 8chan y luego se convirtió en su propietario.
Brennan cortó lazos con 8chan en 2016 y con Watkins en 2018. Desde entonces, se ha convertido en un crítico abierto tanto de 8chan como de Watkins, y ha luchado activamente para tratar de desactivar el sitio. Brennan también critica abiertamente la teoría conspirativa de QAnon, que se centra en las publicaciones en 8chan de una figura anónima llamada "Q". Brennan ha estado investigando quién puede estar detrás de la identidad de Q.

## Biografía
Brennan nació en febrero de 1994 en Albany, Nueva York, con osteogénesis imperfecta, comúnmente conocida como enfermedad de los huesos quebradizos, que atrofia su crecimiento y requiere que use una silla de ruedas. Estima que se rompió los huesos 120 veces en sus primeros 19 años. Brennan proviene de una familia multigeneracional con osteogénesis imperfecta y su madre tiene la misma condición. Sus padres se divorciaron cuando Brennan tenía cinco años. Él y sus hermanos estuvieron bajo la custodia de su padre hasta que Brennan cumplió 14 años, momento en que fueron puestos en el sistema de acogimiento familiar del estado de Nueva York, donde Brennan permaneció hasta los 16 años mientras su madre pasaba por los procedimientos legales para recuperar la custodia. Luego vivió con su madre hasta los 18 años. Se graduó de la escuela secundaria y decidió no asistir a la universidad.
En enero de 2014, a Brennan le robaron casi $5.000 que estaba ahorrando para una nueva silla de ruedas. Cuando el sospechoso fue arrestado, Brennan fue a la estación de policía para ayudar a identificarlo, pero cuando un autobús no llegó en el camino de regreso, se quedó varado en la nieve y tuvo que ser tratado por hipotermia. Tras esto, recibió una disculpa personal del comisionado de policía de la ciudad de Nueva York. Luego se inició una campaña de donaciones para ayudar a reunir los fondos restantes para una nueva silla de ruedas; se recaudaron $15.000 USD en dos meses.
Brennan escribió un artículo en 2014 apoyando la esterilización voluntaria de personas con condiciones genéticas hereditarias graves similares a la suya. En el artículo, Brennan afirma que solo The Daily Stormer, un sitio web neonazi y supremacista blanco, estaría de acuerdo en publicarlo. Brennan desarrolló un odio hacia sus padres por su vida de dolor constante, declarando en una entrevista para Tortoise Media en 2019, «No quiero hablar por todos los que tienen una discapacidad, pero odio estar discapacitado y siempre lo he hecho».
Brennan más tarde se convirtió al cristianismo y abandonó su postura de fomentar la esterilización. En 2019, consideró tener un hijo con su esposa, pero declaró que todavía cree en las pruebas genéticas para los futuros padres.

## Inicios en la programación
La discapacidad de Brennan restringió sus actividades de juego durante su infancia, por lo que se "enganchó" a su primera computadora a la edad de seis años. Brennan aprendió a programar por sí mismo y escribió su primer programa informático a la edad de 13 años. Brennan participó activamente en la cultura de Internet desde una edad temprana y era un usuario habitual de 4chan desde 2006, cuando tenía 12 años.
Brennan empezó a trabajar como autónomo inmediatamente después de graduarse de la escuela secundaria. Comenzó haciendo tareas en Amazon Mechanical Turk, ganando $5.000 en 2012 a través de la plataforma. Más tarde se convirtió en un "solicitante" (empleador) del servicio, lo que le valió suficiente dinero para mudarse de la casa de su madre en Atlantic City, Nueva Jersey, a Brooklyn, Nueva York. Allí, trabajó en la creación de sitios web como jefe de programación de RazorClicks, que realiza marketing web para pequeñas empresas. La empresa pagó el alquiler de su apartamento y él tuvo un segundo trabajo, a distancia, en una empresa canadiense para pagar los gastos.
En 2012, se unió a Wizardchan, una comunidad de Internet destinada a hombres vírgenes. Según Brennan, compró Wizardchan al administrador original en marzo de 2013 y fue propietario hasta septiembre de 2013, cuando renunció después de perder su virginidad.

## 8chan
En octubre de 2013, Brennan lanzó 8chan, también llamado "Infinitechan" o "Infinitychan", después de un mes de recaudar fondos a través de Patreon. El sitio comenzó con pocos pero leales usuarios. Brennan inicialmente dirigió el sitio de forma anónima, siendo conocido solo por su alias "copypaste", el nombre de usuario que usaba en las salas de chat de IRC. En mayo de 2014, fue doxeado, con lo cual decidió comenzar a usar su nombre real en 8chan.
Después de que el fundador y administrador del sitio web 4chan, Christopher "moot" Poole, prohibiera las discusiones relacionadas con Gamergate en septiembre de 2014, Brennan empezó a anunciar 8chan como una «alternativa a 4chan amigable con la libertad de expresión» donde los foros de discusión serían administrados por los usuarios mismos y no por los moderadores del sitio. El propio Brennan se convirtió en una voz destacada en la controversia de Gamergate; llegando a ser entrevistado en The David Pakman Show sobre la participación de los usuarios de 8chan en el acoso de Brianna Wu, y pidiéndosele debatir sobre Gamergate en el sitio de video streaming de The Huffington Post y Al Jazeera America. Como resultado de la afluencia de defensores de Gamergate, el sitio despegó: Brennan dijo en una entrevista con Ars Technica que el sitio experimentó más de 4.000 publicaciones por hora ese mes. 8chan se convirtió en el segundo tablón de imágenes en inglés más popular de la web.
A Brennan le resultaba cada vez más difícil mantenerse al día con los costos del servidor del sitio en crecimiento, y el sitio experimentaba frecuentes períodos de inactividad debido a que varios proveedores de servicios de Internet le negaban el servicio debido al contenido objetable del sitio. Brennan fue criticado por el contenido en 8chan relacionado con la pedofilia; Brennan dijo a The Daily Dot en 2014 que él personalmente encuentra repudiable ese contenido, pero mantuvo su negativa a eliminar contenido que no violaba la ley de los Estados Unidos. Debido a la controversia que rodea al sitio, la plataforma de crowfunding Patreon eliminó la página de recaudación de fondos de 8chan en enero de 2015, y el registrador de dominios del sitio suspendió el dominio original 8chan.co, cada uno citando la presencia de contenido de abuso infantil. Posteriormente, el registrador cedió el control del dominio a 8chan.
Jim Watkins, el propietario de una empresa de alojamiento web llamada NT Technology, se puso en contacto con Brennan poco después del aumento de la popularidad del sitio para ofrecer una asociación, con la condición de que Brennan fuera a Filipinas a trabajar para él. Brennan confiaba en Watkins porque sabía que operaba el tablón de imágenes 2channel, aunque en ese momento no estaba al tanto de que Watkins habría robado el sitio a su fundador.[cita requerida] Brennan aceptó trabajar para Watkins y en octubre de 2014 se mudó a Manila para unirse a él. Watkins, a través de NT Technology, comenzó a ofrecer servicios de nombres de dominio y hardware para alojar 8chan desde 2014 hasta 2015, y Brennan continuó siendo responsable del desarrollo de software y la gestión de la comunidad del sitio.
En 2014, Watkins se convirtió en el propietario y operador oficial de 8chan. Brennan siguió siendo el administrador del sitio hasta 2016, momento en el que renunció al cargo.

## Después de 8chan
En 2016, Brennan renunció a su cargo de administrador de 8chan. La revista Wired informó que dejó el puesto debido al estrés; otros han atribuido su partida a que Brennan se encontraba cada vez más disgustado con el sitio y su contenido. Brennan continuó trabajando para Watkins, pero dejó de trabajar y publicar en 8chan, y continuó trabajando en el proyecto de 2channel. El hijo de Jim Watkins, Ron Watkins, asumió el rol de administrador del sitio tras la renuncia de Brennan. En diciembre de 2018, Brennan dejó de trabajar para Watkins y cortó los lazos con la familia Watkins, alegando que Jim se había presentado en su casa y lo reprendió por pedir tomarse un tiempo libre.
Desde entonces, Brennan se ha convertido en un crítico de 8chan y Watkins, y ha luchado activamente para intentar desactivar el sitio. Después de los atentados de Christchurch en marzo de 2019, en los que el tirador publicó en 8chan su manifiesto y enlaces a una transmisión en vivo del ataque, Brennan le dijo a The Wall Street Journal que ya no quiere volver a involucrarse en el mundo de los tableros de imágenes, diciendo que «muchos de estos sitios causan más miseria que cualquier otra cosa». Después del tiroteo en El Paso en agosto de 2019, en el que el sospechoso supuestamente publicó un manifiesto en 8chan antes de llevar a cabo el ataque, Brennan pidió que el sitio se desconectara en una entrevista con The New York Times, diciendo: «No está haciendo al mundo ningún bien. Es completamente negativo para todos, excepto para los usuarios que están allí. ¿Y sabes qué? También es negativo para ellos. Simplemente no se dan cuenta». En una aparición en agosto de 2019 en el pódcast QAnon Anonymous, Brennan dijo: «Si quieren que 8chan vuelva a estar en Internet, tengan en cuenta que haré todo lo posible para mantenerlo cerrado porque el mundo está mejor sin él».
Cuando Watkins se negó a eliminar a 8chan en 2019, Brennan le dirigió una serie de tuits a él y al sitio web, llamando a Watkins «senil» y a los moderadores del sitio «incompetentes». Watkins respondió presentando una demanda contra Brennan, alegando que Brennan había violado la Ley de Prevención de Delitos Cibernéticos de Filipinas de 2012, la cual establece la "ciber difamación" como un delito penal que puede ser castigado con prisión. Brennan ha dicho que Watkins presentó la demanda para intentar intimidarlo y castigarlo. El 26 de febrero de 2020, un tribunal de Filipinas emitió una orden de arresto contra Brennan basada en la denuncia. Brennan ha dicho que debido a su condición médica y las condiciones notoriamente malas en el Centro de Detención de Bicutan al que estaba destinado, el arresto probablemente resultaría en su muerte. Brennan huyó de Filipinas horas antes de que se emitiera la orden, tomando un vuelo diferente para evitar a las autoridades que lo buscaban en el aeropuerto. Ha estado luchando contra la orden judicial desde Estados Unidos. En marzo de 2020, el tribunal suspendió el caso en espera del resultado de una apelación de Brennan al Departamento de Justicia de Filipinas. Brennan inicialmente estableció su residencia en Van Nuys, California, en el exilio de Filipinas, antes de regresar a la costa este, a fines de noviembre de 2020.

## Oposición a QAnon
Brennan se ha convertido en un destacado oponente de la teoría conspirativa QAnon, y es una figura central en la investigación de la identidad de "Q", el personaje anónimo detrás de las publicaciones en el sitio web que originó la teoría de la conspiración, y que afirma ser un funcionario del gobierno de alto nivel con autorización Q (nivel de acreditación requerida por el Departamento de Energía de los Estados Unidos para tener acceso a información confidencial) y que pretende tener acceso a información clasificada que involucra a la administración Trump y sus oponentes en los Estados Unidos. Q comenzó a publicar en 4chan en octubre de 2017, pero luego se trasladó a 8chan. Brennan cree que Jim Watkins ha controlado la cuenta de Q desde finales de 2017 o principios de 2018, que es cuando Brennan dice que Watkins utilizó su acceso como propietario y operador de 8chan para apoderarse de la cuenta de su operador original.[cita requerida] Numerosos periodistas e investigadores de la teoría de la conspiración han estado de acuerdo con la afirmación de Brennan de que Watkins está trabajando con Q, conoce la identidad de Q o que el propio Watkins controla la cuenta de Q. En octubre de 2020, la investigación de Brennan reveló que QMap, un sitio web que difunde publicaciones de Q, era propiedad de Jim Watkins. El sitio web se cerró poco tiempo después.

## Diseño de fuentes
Después de 8chan, Brennan ha desarrollado varias fuentes de computadora de código abierto. La fuente TT2020 de Brennan es una fuente tipo máquina de escribir con muchas variaciones en glifos individuales, que intenta emular de manera más realista las inconsistencias en los caracteres que produciría una máquina de escribir. La fuente Chomsky de Brennan es una tipografía blackletter basada en el logotipo del New York Times (que está hecha a mano, no diseñada a partir de una tipografía), con ajustes que la hacen más adecuada para escribir texto en lugar de solo cabeceras. Brennan también recibió el encargo de Google para crear una fuente Baybayin.
Brennan fue co-mantenedor del software gratuito y de código abierto FontForge durante un año y medio, comenzando poco después de dejar de trabajar con Watkins. Durante ese tiempo decidió crear su propio software de edición de fuentes de código abierto, al que llama MFEQ, un acrónimo de "Modular Font Editor Q". En una entrevista de octubre de 2020 para Know Your Meme, Brennan dijo que estaba motivado para crear un nuevo editor de fuentes de código abierto fácil de usar con la intención de «quitar la edición de fuentes de las manos del software propietario», y dijo que Apple tiene un control descomunal del mercado de software de edición de fuentes.